# Pilgramsberg (Rattiszell)
Pilgramsberg ist ein Gemeindeteil von Rattiszell und eine Gemarkung im niederbayerischen Landkreis Straubing-Bogen.

## Geographie
Das Kirchdorf liegt auf einer Höhe von etwa 533 m ü. NHN am Südhang des Pilgramsbergs, einer Erhebung westlich des Kinsachtals, zwischen Sockabach und Haunkenzeller Bach. Durch den Ort verläuft die Staatsstraße 2147. Der Hauptort Rattiszell liegt etwa dreieinhalb Kilometer östlich. Auf dem Plateau des 619 m hohen Pilgramsbergs steht die Wallfahrtskirche Sankt Ursula, zu der hinauf vom Ort ein Kreuzweg führt.

## Geschichte
1150 wurde das Dorf erstmals urkundlich mit dem Namen „Pilgrimerperch“ erwähnt.

### Ehemalige Gemeinde
Die ehemalige Gemeinde Pilgramsberg mit einer Fläche von zuletzt 234,45 Hektar wurde zum 1. Januar 1946 durch die amerikanische Militärregierung aufgelöst. Der überwiegende Teil mit den Orten Großneundling, Mutzendorf und Pilgramsberg und einer Fläche von 188,45 Hektar kam zur Gemeinde Haunkenzell, der kleinere Teil mit 46 Hektar und den Orten Fahrmühl, Krähhof und Willerszell wurde nach Ascha umgegliedert. Im Jahr 1978 wurde die Gemeinde Haunkenzell im Zuge der Gemeindegebietsreform nach Rattiszell eingemeindet.

### Ortsteile der ehemaligen Gemeinde Pilgramsberg
| - Fahrmühl - Großneundling - Krähhof | - Mutzendorf - Pilgramsberg - Willerszell |

### Einwohnerentwicklung
| Jahr                            | 1840 | 1852 | 1861 | 1867 | 1871 | 1875 | 1885 | 1900 | 1925 | 1950 | 1961 | 1970 | 1987 |
| ------------------------------- | ---- | ---- | ---- | ---- | ---- | ---- | ---- | ---- | ---- | ---- | ---- | ---- | ---- |
| Einwohner Gemeinde Pilgramsberg | 147  | 192  | 194  | 177  | 170  | 166  | 184  | 173  | 188  |      |      |      |      |
| Einwohner Ort Pilgramsberg      |      |      | 101  |      | 72   | 81   | 93   | 97   | 92   | 139  | 102  | 156  | 186  |

## Kultur und Sehenswürdigkeiten
Die Wallfahrtskirche St. Ursula auf dem Pilgramsberg wurde im späten 17. Jahrhundert über einem älteren Kern errichtet und 1905 erweitert.

### Brauchtum
Seit dem Jahr 1842 findet jährlich, Ende Mai/Anfang Juni, eine Wallfahrt von Wörth und Kiefenholz zur Wallfahrtskirche St. Ursula statt. Sie geht auf eine Heilung durch die Wallfahrt einer Kiefenholzer Bürgerin, deren Sohn nach einer Impfung erblindet war und danach wieder sein Augenlicht zurückbekam, zurück.